# Иван Романов
Иван Романов е български католически епископ, апостолически викарий на Софийско-Пловдивския апостолически викариат и мъченик за Христовата вяра. Неговото архиерейско служене съвпада с един от най-трудните периоди на Софийско-Пловдивската епархия – разрушаването на църквата „Свети Йосиф“ в София от бомбардировките над София през Втора световна война, отчуждаването на католическите имоти от новата народна власт, изолацията на католическата църква и съдебните процеси срещу католически свещеници в България.

## Биография
Иван Романов е роден на 10 септември 1878 година в село Балтаджии (днес квартал Секирово на град Раковски), тогава в Източна Румелия. Завършва началното си образование в родното си село и през 1891 г. постъпва в католическата семинария в Пловдив. След това следва в София философия и богословие.
Ръкоположен е за свещеник на 21 януари 1901 година от епископ Менини. До 1905 година е помощник-енорист при римокатолическата църква „Свети Йосиф“ в София. След това за една година поема същата служба в село Селджиково, Пловдивско. През лятото на 1906 година е назначен за капелан на княз Фердинанд, когото последва при напускането на България в 1918 година. На 24 август 1923 година папа Пий XI го назначава за свой таен камериер, служба, потвърдена и от папа Пий XII. Служи при Фердинанд в изгнание до 1941 година.
На 6 юли 1942 година е избран за титулярен призренски епископ и назначен за апостолически викарий на Софийско-Пловдивския апостолически викариат. На 4 октомври 1942 г. е ръкоположен за епископ.
След около 2-3 години от управлението на Иван Романов започват и големите неприятности за българската католическа църква. Още през есента на 1945 г. започват да проучват възможностите за отнемане „за държавни и обществени цели“ на покритата недвижима собственост на тази църква. До 1948 г. ѝ позволяват да събира наемите от собствените си имоти, а след това и тези приходи са прекратени. Промени в Закона за трудовата поземлена собственост от 1948 г. посягат на един от най-доходните ѝ източници – земята. Църквата е лишена от своите училища, болници, сиропиталища и други благотворителни заведения.
Законът за изповеданията от 1949 г. прекратява връзките на католическото духовенство в България с Ватикана и съответните Конгрегации и ордени, които са оказвали известна финансова помощ в предишния период.
От началото на 1951 г. държавата установява строг финансов контрол върху приходите и разходите на Католическата църква. По силата на чл. 13 от Закона за изповеданията тя се третира като обществена организация, задължена да има бюджет, който да се декларира и утвърждава в Дирекцията на изповеданията.
По време на съдебните процеси срещу католически свещеници в България монсеньор Романов е арестуван от Народната милиция. На 29 октомври 1952 г. Софийският окръжен съд разглежда делото на епископ Иван Романов. Обвинението е шпионаж. Произнесената присъда е 12 години лишаване от свобода и е затворен в затвора в Шумен. След множество изтезания по време на следствието и в затвора, здравното му състояние се влошава. На 8 януари 1953 г. епископ Иван Романов умира в отделението за арестувани в Шуменската болница. Погребан е от д-р Караланов и санитарите от болницата. Седем години по-късно останките му са пренесени и погребани в селското гробище в Секирово.
На 25 август 1998 г. към процеса за беатификация на отец Фортунат Бакалски са присъединени отец Флавиан Манкин и епископ Иван Романов. От 17 ноември 1998 г. те носят титлата „Божи слуга“.
Няколко седмици преди посещението на папа Йоан Павел II в България през 2002 г., барелеф на епископ Евгений Босилков, епископ Иван Романов и свещеник Флавиан Манкин е изграден пред църквата „Пресвето сърце Исусово“ в гр. Раковски в знак на почит към тяхното дело.
На 23 октомври 2023 година в храма „Свети Архангел Михаил“ в град Раковски е проведена първата публична сесия от беатификационния му процес.